# Cryptus formosellus
Cryptus formosellus är en stekelart som beskrevs av Maximilian Spinola 1840. Cryptus formosellus ingår i släktet Cryptus och familjen brokparasitsteklar. Inga underarter finns listade i Catalogue of Life.